# Charte du peuple pour le changement, la paix et le progrès
 (mai 2023).
La Charte du peuple pour le changement, la paix et le progrès (en anglais People's Charter for Change, Peace and Progress), à l'origine Charte du peuple pour le changement et le progrès (en anglais People's Charter for Change and Progress) est un projet de document légal qui complèterai la Constitution des Fidji. Elle établirait une ligne de conduite obligatoire pour toutes les politiques gouvernementales des Fidji.

## Sources
- (en) Cet article est partiellement ou en totalité issu de l’article de Wikipédia en anglais intitulé « People's Charter for Change, Peace and Progress » (voir la liste des auteurs).